# Kenichi Hashimoto
Kenichi Hashimoto (født 16. april 1975) er en tidligere japansk fodboldspiller.
Han har spillet for flere forskellige klubber i sin karriere, herunder Kashima Antlers og Yokohama Marinos.